# Odd Zschiedrich
Odd Nikolaus Zschiedrich, född 27 april 1948 i Halmstads församling, Hallands län, var 2016-2024 ceremonimästare på Kungliga Slottet.

## Biografi
Zschiedrich är utbildad mellanstadielärare och ämneslärare (historia, svenska och religionskunskap). Han har arbetat på flera olika grundskolor och gymnasieskolor och var skolchef i Torsås kommun 1988–1990. Han var slottschef på Kalmar slott 1995–2003, kansliansvarig vid Svenska Akademien 2003–2017, tillika verksamhetsansvarig för Nobelbiblioteket 2014-2017, och kammarherre vid ceremonistaten inom Kungliga Hovstaterna åren 2009–2015: därefter ceremonimästare.
Han är ledamot av Smålands akademi på stol 13.
Zschiedrich har arbetat vid lokalradion i Halland och Småland samt i Sveriges Radio, bland annat med programmet Sommartid med Sven Ekberg under många år. Under ett antal år sammanställde Zschiedrich frågor till radioprogrammet Vi i femman.
Odd Zschiedrich har under 25 års tid varit konferencier och radioreporter i samband med utdelandet av priset till Årets ölänning.
Åren 2018-2023 var han ordförande i Karlfeldtsamfundet.

## Utmärkelser
- H.M. Konungens medalj i guld av 12:e storleken med Serafimerordens band (Kong:sGM12mserafb 2021) för förtjänstfulla insatser vid Ceremonistaten[6]
- Polska förtjänsttecknet för polsk kultur pl:Odznaka_honorowa_„Zasłużony_dla_Kultury_Polskiej”